# Culture de Kunda

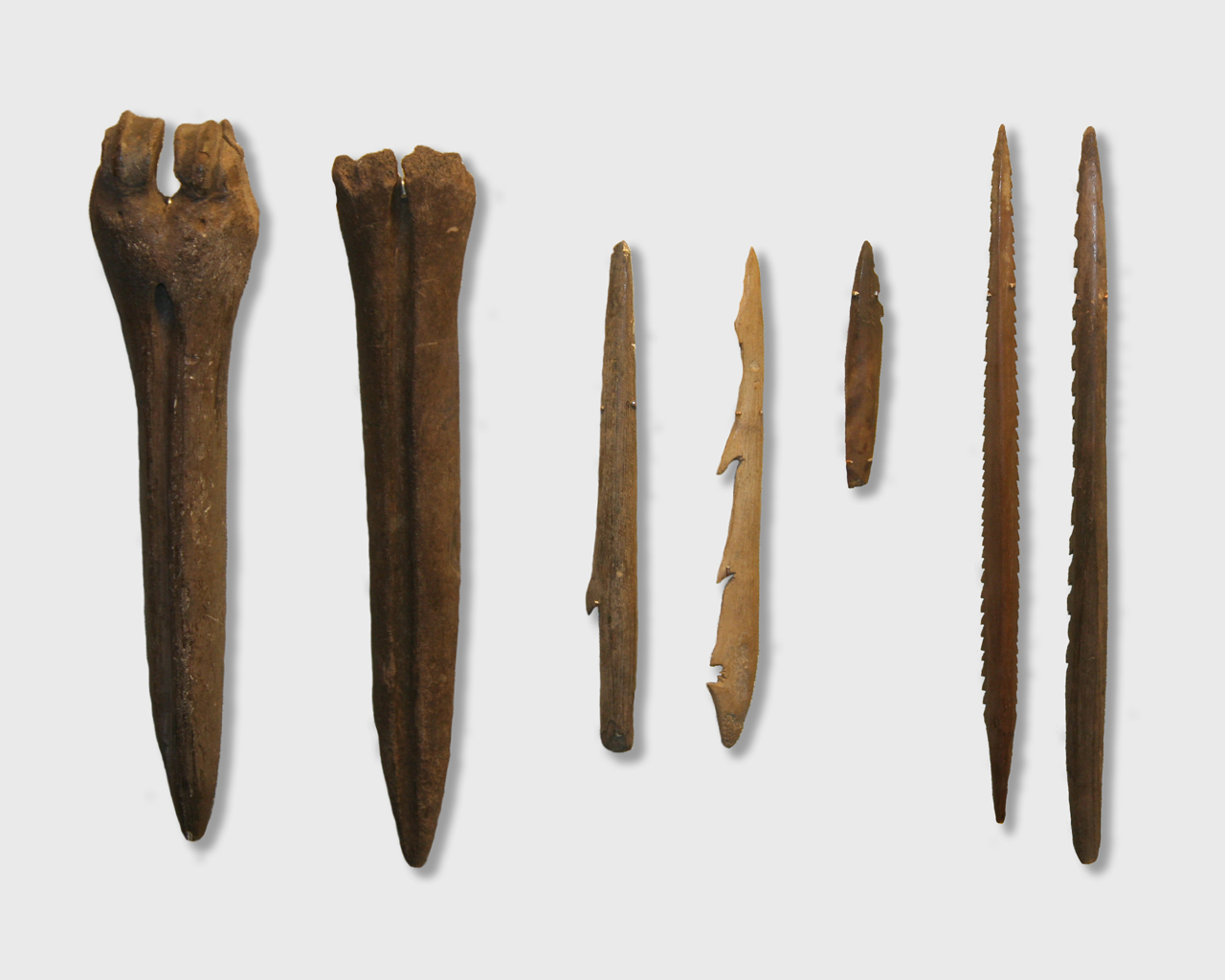
Harpons de la culture de Kunda, muséum d'Histoire d'Estonie.

La culture de Kunda (d'environ 8500 à environ 5000 av. J.-C) est une culture archéologique de chasseurs-cueilleurs de type mésolithique des forêts de la baltique, s'étendant des pays baltes à l'ouest jusqu'à la zone russe à l'est de la Lettonie.
La culture porte le nom de la ville estonienne de Kunda, située à environ 110 km à l' est de la capitale Tallinn le long du golfe de Finlande. La plus ancienne colonie connue de la culture Kunda en Estonie est Pulli.
La culture de Kunda succède à la culture paléolithique du Swidérien (et à l'Ahrensbourgien dans le sud de la Lituanie), et est remplacée progressivement à partir 5500 av. J.-C par la culture de Narva qui introduit la poterie dans la région.

## Origine
La culture Kunda semble avoir subi une transition depuis la culture swidérienne paléolithique située précédemment sur une grande partie du même domaine. Une de ces colonies, Pasieniai 1C en Lituanie, présente des outils en pierre de la fin du Swidérien et de la première Kunda. Une forme fabriquée dans les deux cultures est le point de prise retouché (retouched tanged point). Le swidérien final est daté de 7800 à 7600 av. J.-C. selon une datation au radiocarbone calibrée, qui se situe dans la période préboréale, à la fin de laquelle commence sans interruption le début de la Kunda. Il est évident que les descendants des Swidériens ont été les premiers à installer dans l'Estonie lorsqu'elle est devenue habitable. D'autres groupes post-swidériens s'étendent jusqu'à l'est de l'Oural.

## Économie et outils
La plupart des établissements de Kunda sont situées près des forêts, au bord de rivières, de lacs ou de marais. Les élans étaient largement chassés, peut-être avec l'aide de chiens de chasse. Sur la côte, la chasse au phoque est représentée. Le brochet et d'autres poissons étaient pris dans les rivières. Il existe une industrie riche en os et en bois, notamment en ce qui concerne le matériel de pêche. Les outils ont été décorés avec des motifs géométriques simples, dépourvus de la complexité des communautés de la culture maglemosienne contemporaine situées au sud-ouest.

## Échanges
Bien qu'on taille le silex localement, du silex de couleur rouge était importé depuis les collines de Valdaï jusqu'en Lituanie.

## Génétique
L'ADN de deux chasseurs-cueilleurs mésolithiques de Lituanie (environ 6440–5740 cal. avant notre ère) associés à la culture de Kunda ont été analysés. Malgré leur proximité géographique avec les chasseurs-cueilleurs de l'Est européen (EHG), les deux individus de la Baltique orientale montrent une très proche affinité avec les chasseurs-cueilleurs ouest-européens (WHG) avec une contribution significative de gènes Ancien nord eurasien (en) (ANE). L'haplogroupe du chromosome Y est I, les hapologroupes d'ADN mitochondrial sont U5b2c1 et U4a2.